# Middleton (Wisconsin)
Middleton is een plaats (city) in de Amerikaanse staat Wisconsin, en valt bestuurlijk gezien onder Dane County.

## Demografie
Bij de volkstelling in 2000 werd het aantal inwoners vastgesteld op 15.770. In 2006 is het aantal inwoners door het United States Census Bureau geschat op 16.595, een stijging van 825 (5,2%).

## Geografie
Volgens het United States Census Bureau beslaat de plaats een oppervlakte van 20,9 km², geheel bestaande uit land. Middleton ligt op ongeveer 286 m boven zeeniveau.

## Plaatsen in de nabije omgeving
De onderstaande figuur toont nabijgelegen plaatsen in een straal van 12 km rond Middleton.